# Marco Messeri
Marco Messeri (Livorno, 15 dicembre 1948) è un attore, comico, cabarettista, doppiatore, drammaturgo e regista teatrale italiano.

## Biografia

### Teatro
Ha frequentato il Liceo artistico e successivamente l'Accademia di belle arti di Firenze. In seguito è stato anche allievo dell'Accademia d'arte drammatica del Piccolo Teatro di Milano.
Dopo essersi esibito con i propri testi nei teatri fiorentini, nemmeno ventenne esordisce a Milano nel 1968 con Il Brasile, teatro dell'assurdo di Juan Rodolfo Wilcock, regia di Paolo Poli, suo mentore teatrale. Lavora nei cabaret milanesi (a lungo è al Refettorio di Roberto Brivio de I Gufi). Nel 1997, dopo l'esperienza del suo Teatro Piacevole, Messeri rilancia il Teatro Poliziano di Montepulciano. Nel 1998 gli viene affidata la direzione di quattro teatri: Montepulciano, Acquaviva, Torrita di Siena e Chiusi.
In parallelo partecipa al teatro di prosa nazionale: con Tino Buazzelli, Messeri è in Vita di Galileo di Bertolt Brecht e partecipa, in seguito, ad allestimenti diversissimi tra loro come Rosmunda di Vittorio Alfieri e Il morino di Carbocci, diretti da Paolo Poli, Il Barbiere di Siviglia di Beaumarchais, La donna nell'armadio di Ennio Flaiano, Clizia di Niccolò Machiavelli regia di Ugo Chiti, Conversazione senza testimoni di Nikita Michalkov, regia di Carlo Mazzacurati. Seguono inoltre "Hotel dei due mondi" per la regia di Andrée Ruth Shammah, Molière, affiancato da Nathalie Caldonazzo e Corinne Cléry, Pigmalione di G.B.Shaw con Geppy Gleijeses, Marianella Bargilli e Valeria Fabrizi.
Alcuni tra i suoi lavori: Scherzo di mano… e Bertoldo Azzurro in coppia con Roberto Benigni, Penelope ai tuoi piedi, Mi voglio rovinare, Osolemio, A caso, Vita morte e miracoli, Papapapà, Sangue di Rapa, Baraonda, Amore e vapore, Carmina Burana Container, Maledetti Toskani presentato all'Ambra Jovinelli di Roma e "Lume di Naso".

### Cinema

Massimo Bonetti, Massimo Troisi e Marco Messeri sul set del film Le vie del Signore sono finite (1987)

Dopo l'esordio nella Locandiera di Paolo Cavara con Celentano e Villaggio, partecipa a Ricomincio da tre di Massimo Troisi. Quello con Troisi è un sodalizio artistico e umano molto forte. I due assieme girano anche Morto Troisi, viva Troisi!, Pensavo fosse amore... invece era un calesse e Le vie del Signore sono finite. Per questo film Messeri è premiato come miglior attore col Ciak d'oro. Per Notte italiana di Mazzacurati, ottiene il Globo d'oro come miglior attore dell'anno, e per il film di Francesca Archibugi Con gli occhi chiusi il Nastro d'argento.
Partecipa a più di cinquanta film, tra cui: Il Bi e il Ba di Maurizio Nichetti, La messa è finita e Palombella rossa di Nanni Moretti, In viaggio con Alberto di Arthur Joffé, Il viaggio di Capitan Fracassa di Ettore Scola, Camerieri di Leone Pompucci, Un inverno freddo freddo di Roberto Cimpanelli, Tu la conosci Claudia? di e con Aldo, Giovanni e Giacomo, Il prete bello, Il toro, Vesna va veloce, A cavallo della tigre, L'amore ritrovato, La passione, tutti diretti da Carlo Mazzacurati, La prima cosa bella e La pazza gioia di Paolo Virzì. Come doppiatore, viene premiato al Festival dei doppiatori di Finale Ligure per il personaggio di "Cricchetto" in Cars - Motori ruggenti di produzione Disney.

### Radio e televisione
Alla radio, oltre alle molte partecipazioni speciali, lavora in Satchmo, trasmissione sulla vita di Louis Armstrong e in Stenterello, programma in 13 puntate su Rai Radio 1. Alcuni brani di Vita, morte e miracoli vengono poi riproposti su Rai 1 nella trasmissione-mito Non stop. Sempre in televisione partecipa a Il babau e a I tre moschettieri (1976), e anima nella trasmissione Avanzi di Rai 3 la rubrica del ”Geometra Messeri nel paese degli errori” da cui nasce anche il libro Italia bella sul tragicomico orrido urbano, edito da Baldini & Castoldi.
Nel 1989 è il protagonista del telefilm su Rai 1 Stazione di servizio. In seguito Messeri ha preso parte a numerose fiction televisive, tra cui Un posto tranquillo, Maria Goretti, Padre Pio e Don Matteo La contessa di Castiglione su Rai 1, Padre Speranza su Rai 2 e Diritto di difesa su Mediaset. Nel gennaio 2018 è Vanni in Romanzo famigliare su Rai 1. In pubblicità è per tre anni testimonial in una campagna per le salse Calvé, nelle vesti di un prete.
Nel 2023 fa parte del cast della serie comedy di Prime Video, Gigolò per caso, 6 episodi per la regia di Eros Puglielli.

### Musica e libri
Messeri ha pubblicato due CD di canzoni composte da lui: Gomma-gomma, arrangiato da Fausto Mesolella degli Avion Travel, e Lumedinaso, dal titolo del suo spettacolo per la stagione 2007-2008, con dieci brani arrangiati da Paolo Silvestri.
Ha inoltre composto la canzone Livorno, pubblicata su CD e distribuita il 5 febbraio 2002 con il quotidiano Il Tirreno in circa venticinquemila copie. Questo omaggio alla città fu molto gradito anche al Presidente della Repubblica Carlo Azeglio Ciampi
Il libro Italia bella, scritto con Fabio Di Jorio, si riaggancia alla rubrica televisiva Il geometra Messeri nel paese degli errori, rubrica all'interno del programma Avanzi, edito da Baldini&Castoldi.
Nel 2011 esce Vita allegra di un genio sventurato, il primo romanzo di Marco Messeri. È la biografia rivisitata, ironica e avventurosa, di Benvenuto Cellini. Edito da Skira.

## Vita privata
È sposato con la cuoca televisiva Luisanna Messeri, autrice e protagonista di trasmissioni televisive e personaggio social,  ed hanno due figli, Maddalena e Cosimo, regista e attore.

## Filmografia

### Attore

#### Cinema
- Tre passi nel delirio, regia di Federico Fellini, Louis Malle e Roger Vadim (1968)
- La locandiera, regia di Paolo Cavara (1980)
- Ricomincio da tre, regia di Massimo Troisi (1981)
- Teste di quoio, regia di Giorgio Capitani (1981)
- Il paramedico, regia di Sergio Nasca (1982)
- La messa è finita, regia di Nanni Moretti (1985)
- Il Bi e il Ba, regia di Maurizio Nichetti (1986)
- Notte italiana, regia di Carlo Mazzacurati (1987)
- Le vie del Signore sono finite, regia di Massimo Troisi (1987)
- Palombella rossa, regia di Nanni Moretti (1989) – cameo
- Il prete bello, regia di Carlo Mazzacurati (1989)
- In viaggio con Alberto, regia di Arthur Joffé (1990)
- Il viaggio di Capitan Fracassa, regia di Ettore Scola (1990)
- Pensavo fosse amore... invece era un calesse, regia di Massimo Troisi (1991)
- Il toro, regia di Carlo Mazzacurati (1994)
- Con gli occhi chiusi, regia di Francesca Archibugi (1994)
- Camerieri, regia di Leone Pompucci (1995)
- Vesna va veloce, regia di Carlo Mazzacurati (1996)
- A spasso nel tempo, regia di Carlo Vanzina (1996)
- Un inverno freddo freddo, regia di Roberto Cimpanelli (1996)
- Intolerance, registi vari (1996)
- A spasso nel tempo - L'avventura continua, regia di Carlo Vanzina (1997)
- Simpatici & antipatici, regia di Christian De Sica (1998)
- Aprile, regia di Nanni Moretti (1998)
- Il guerriero Camillo, regia di Claudio Bigagli (1999)
- Metronotte, regia di Francesco Calogero (2000)
- Il grande botto, regia di Leone Pompucci (2000)
- Fughe da fermo, regia di Edoardo Nesi (2000)
- Teste di cocco, regia di Ugo Fabrizio Giordani (2000)
- A cavallo della tigre, regia di Carlo Mazzacurati (2002)
- Il pranzo della domenica, regia di Carlo Vanzina (2003)
- Le barzellette, regia di Carlo Vanzina (2004)
- L'amore ritrovato, regia di Carlo Mazzacurati (2004)
- Tu la conosci Claudia?, regia di Massimo Venier (2004)
- Baciami piccina, regia di Roberto Cimpanelli (2006)
- Sweet Sweet Marja, regia di Angelo Frezza (2007)
- Detesto l'elettronica stop, regia di Cosimo Messeri (2008)
- La seconda volta non si scorda mai, regia di Francesco Ranieri Martinotti (2008)
- Ultimi della classe, regia di Luca Biglione (2008)
- L'ultimo crodino, regia di Umberto Spinazzola (2009)
- La prima cosa bella, regia di Paolo Virzì (2010)
- La passione, regia di Carlo Mazzacurati (2010)
- Alta infedeltà, regia di Claudio Insegno (2010)
- Tutta colpa della musica, regia di Ricky Tognazzi (2011)
- Il principe abusivo, regia di Alessandro Siani (2013)
- L'arbitro, regia di Paolo Zucca (2013)
- Fuga di cervelli, regia di Paolo Ruffini (2013)
- Buoni a nulla, regia di Gianni Di Gregorio (2014)
- La pazza gioia, regia di Paolo Virzì (2016)
- Maremmamara, regia di Lorenzo Renzi (2016)
- Metti una notte, regia di Cosimo Messeri (2017)
- 18 regali, regia di Francesco Amato (2020)
- Marilyn ha gli occhi neri, regia di Simone Godano (2021)
- Da grandi, regia di Fausto Brizzi (2023)
- L'amore e altre seghe mentali, regia di Giampaolo Morelli (2024)

#### Televisione
- I tre moschettieri, regia di Sandro Sequi – miniserie TV (1976)
- Non stop, regia di Enzo Trapani – programma televisivo (1977-1979)
- L'uovo mondo nello spazio – varietà per ragazzi (1982)
- Morto Troisi, viva Troisi!, regia di Massimo Troisi – film TV (1982)
- Aeroporto internazionale – serie TV (1985)
- Little Roma, regia di Francesco Massaro – miniserie TV (1988)
- Stazione di servizio – serie TV (1989)
- Avanzi, regia di Franza Di Rosa – programma televisivo (1991-1993)
- Non siamo soli, regia di Paolo Poeti – miniserie TV (1992)
- Per amore o per amicizia, regia di Paolo Poeti – film TV (1993)
- Occhio di falco – serie TV (1996)
- Padre Pio - Tra cielo e terra, regia di Giulio Base – miniserie TV (2000)
- Don Matteo – serie TV, episodio 2x13 (2001)
- Tutti i sogni del mondo, regia di Paolo Poeti – miniserie TV (2003)
- Un posto tranquillo – serie TV (2003)
- Maria Goretti, regia di Giulio Base – film TV (2003)
- Diritto di difesa – serie TV (2004)
- Camera Café – serie TV (2005)
- Padre Speranza, regia di Ruggero Deodato – film TV (2005)
- La contessa di Castiglione, regia di Josée Dayan – miniserie TV (2006)
- Un medico in famiglia – serie TV (2011)
- Che Dio ci aiuti – serie TV (2011-2012)
- Maria di Nazaret, regia di Giacomo Campiotti – miniserie TV (2012)
- Non è mai troppo tardi, regia di Giacomo Campiotti – miniserie TV (2014)
- Romanzo famigliare – serie TV (2018)
- Fosca Innocenti – serie TV, episodio 1x01 (2022)
- Gigolò per caso – serie TV, 4 episodi (2023)
- I delitti del BarLume – serie TV, episodio 11x01 (2024)

#### Cortometraggi
- Lo zio, regia di Duccio Chiarini (2008)

### Sceneggiatore
- Le vie del Signore sono finite, regia di Massimo Troisi (1987)
- Caruso Pascoski di padre polacco, regia di Francesco Nuti (1988)
- Stazione di servizio, regia di Felice Farina (1989)

## Doppiaggio

### Cinema
- Saeed Jaffrey in Sfinge

### Film d'animazione
- Cricchetto in Cars - Motori ruggenti, Cars 2 e Cars 3

### Televisione
- Cricchetto in Cars Toons e Cars on the Road
- Calvin Burnside in Calvin e il colonnello

### Videogiochi
- Cricchetto in Cars 2 (2011),[4] Disney Infinity (2013),[5] Cars 3 - In gara per la vittoria (2017)[6]

## Riconoscimenti
- David di Donatello
  - 2010 – Candidatura al migliore attore non protagonista per La prima cosa bella

- Nastro d'argento
  - 1995 – Migliore attore non protagonista per Con gli occhi chiusi
  - 2010 – Candidatura al miglior attore non protagonista per La prima cosa bella

- Ciak d'oro
  - 1986 – Candidatura al migliore attore non protagonista per La messa è finita[7][8]
  - 1988 – Miglior attore non protagonista per Le vie del Signore sono finite[9]
  - 1995 – Candidatura al miglior attore non protagonista per Il toro[10]

- Globo d'oro
  - 1988 – Miglior attore rivelazione per Notte italiana e Le vie del Signore sono finite